# 내지 (일본 제국)

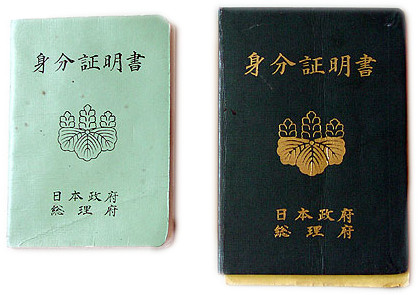

내지(일본어: 内地 나이치[*])란 제2차 세계 대전 이전 일본, 즉 일본 제국 시대 일본 열도(일본 본토)를 가리키는 용어다.

## 개요
일본 제국은 1895년에 청일 전쟁에서 승리하면서 대만을 병합했으며 1910년에 한일 병합 조약을 통해 대한제국(조선)을 병합했다. 그러나 일본 본토와 대만, 조선에서 서로 다른 형식과 내용의 법률을 시행하면서 혼란이 가중되었고 이들 법령의 적용 관계를 정하기 위한 법률 제정을 추진했었다.
1918년 4월 17일에 시행한 《공통법》(共通法)에 따라 일본 제국의 내지(內地)와 외지(外地)에 관한 구분을 명확히 했다. 《공통법》 제1조에서 《공통법》을 시행하는 지역을 내지(일본 본토), 조선, 대만, 관동주, 남양 군도로 정의했고, 사할린섬 남부는 내지에 속한다고 정의했다. 1945년 8월 당시까지 내지에 포함한 지역은 다음과 같다.
- 사할린섬 남부 (가라후토 청)
- 쿠릴 열도 (지시마 열도)
- 홋카이도
- 혼슈
- 시코쿠
- 규슈
- 이즈 제도
- 오가사와라 제도
- 오키나와현
- 난세이 제도
- 위에 명시된 지역의 부속 도서

## 같이 보기
- 일본 열도
- 외지 (일본 제국)